# Зиверсдорф-Хоэнофен
Зиверсдорф-Хоэнофен (нем. Sieversdorf-Hohenofen) — община в Германии, в земле Бранденбург.
Входит в состав района Восточный Пригниц-Руппин. Подчиняется управлению Нойштадт (Доссе).  Население составляет 813 человек (на 31 декабря 2010 года). Занимает площадь 19,83 км².
Коммуна подразделяется на 2 сельских округа.
| Год  | Население |
| ---- | --------- |
| 2005 | 891       |
| 2010 | 821       |